# Eduardo Mourinha
Eduardo Mário Mourinha de Almeida (29 dicembre 1909 – 31 marzo 1990) è stato un calciatore portoghese, di ruolo attaccante.

## Carriera

### Nazionale
Ha giocato la sua unica partita con la maglia della Nazionale nel 1931.

## Statistiche

### Presenze e reti in Nazionale
| Cronologia completa delle presenze e delle reti in nazionale ― Portogallo | Cronologia completa delle presenze e delle reti in nazionale ― Portogallo | Cronologia completa delle presenze e delle reti in nazionale ― Portogallo | Cronologia completa delle presenze e delle reti in nazionale ― Portogallo | Cronologia completa delle presenze e delle reti in nazionale ― Portogallo | Cronologia completa delle presenze e delle reti in nazionale ― Portogallo | Cronologia completa delle presenze e delle reti in nazionale ― Portogallo | Cronologia completa delle presenze e delle reti in nazionale ― Portogallo |
| Data                                                                      | Città                                                                     | In casa                                                                   | Risultato                                                                 | Ospiti                                                                    | Competizione                                                              | Reti                                                                      | Note                                                                      |
| ------------------------------------------------------------------------- | ------------------------------------------------------------------------- | ------------------------------------------------------------------------- | ------------------------------------------------------------------------- | ------------------------------------------------------------------------- | ------------------------------------------------------------------------- | ------------------------------------------------------------------------- | ------------------------------------------------------------------------- |
| 31-05-1931                                                                | Lisbona                                                                   | Portogallo                                                                | 3 – 2                                                                     | Belgio                                                                    | Amichevole                                                                | -                                                                         |                                                                           |
| Totale                                                                    |                                                                           | Presenze                                                                  | 1                                                                         |                                                                           | Reti                                                                      | 0                                                                         |                                                                           |